# Anton Schmidkunz
Anton Schmidkunz (* 3. Januar 1963) ist ein ehemaliger deutscher Fußballprofi.

## Laufbahn
Der gebürtige Bayer Schmidkunz spielte in der Jugend beim TSV 1860 München und wurde in die Juniorennationalmannschaften des DFB berufen. Unter der Leitung von Trainer Dietrich Weise war Anton Schmidkunz Teil des überaus erfolgreichen deutschen Junioren-Jahrgangs, der 1981 sowohl die U-18-Europameisterschaft als auch den U-20-Weltmeistertitel gewann.
In der Saison 1981/82 erhielt Schmidkunz einen Profivertrag bei 1860 München, die gerade in die 2. Bundesliga abgestiegen waren. Er konnte zahlreiche Einsätze verbuchen und wurde im darauffolgenden Jahr vom Erstligisten Fortuna Düsseldorf verpflichtet. Trotz seines Talents gelang es Schmidkunz bei der Fortuna jedoch nicht, sich durchzusetzen. Er blieb meist Reservist und kam in zwei Jahren lediglich auf sieben Einsätze. Nach der Saison 1984/85 wurde sein Vertrag nicht verlängert. Daraufhin kehrte Schmidkunz nach München zum TSV 1860 zurück und spielte fortan drittklassig in der Bayernliga. Nach kurzen Zwischenstopps beim TSV Großhadern und der SpVgg Starnberg kehrte er für eine Saison zum TSV 1860 München zurück. 1989 verließ er dann endgültig den Klub in Richtung SpVgg Starnberg. Mit dieser Mannschaft stieg er nach dem Abstieg 1990 zwei Jahre später wieder in die Bayernliga auf. Nach der Fusion spielte er noch bis zu seinem Karriereende 1999 für den FC Starnberg in der Bayernliga.

## Erfolge

### Deutsche Nationalmannschaft
- U-20-Weltmeister: 1981
- U-18-Europameister: 1981

### SpVgg Starnberg
- Aufstieg in die Bayernliga: 1992